# Minor Threat
Minor Threat est un groupe de punk hardcore américain, originaire de Washington, D.C.. Minor Threat est surtout populaire pour avoir fondé le mouvement straight edge. Ce groupe marque profondément l'histoire de la musique punk malgré la courte durée de son existence (1980-1983). Toutefois, Ian MacKaye refusera plus tard de se considérer comme le leader de la scène straight edge.
Minor Threat définit la forme musicale qu'adopteront de nombreux groupes punk hardcore des années 1980 et 1990 : ils produisaient des chansons de courte durée, parfois avec une étonnante rapidité, mais toujours jugées d'excellente qualité. Minor Threat était indépendant des grandes maisons de disques : tous leurs CD sortent sur le label Dischord Records qui est fondé par Ian MacKaye lui-même.

## Biographie

### Origines
Lorsqu'ils étaient encore à l'école, Ian MacKaye et Jeff Nelson faisaient partie du groupe de punk hardcore DC The Teen Idles. Après leur séparation, MacKaye décida de chanter plutôt que de jouer de la basse et créa le groupe Minor Threat avec Nelson et deux jeunes de l'école Georgetown Day : le bassiste Brian Baker et le guitariste Lyle Preslar.

### Popularité
Leurs premiers albums, Minor Threat et In My Eyes, sortent en 1981. Le groupe devient populaire dans la région et joua des concerts sur la côte est des États-Unis. Par inadvertance, Straight Edge, l'une des chansons de leur premier album, inspira le mouvement du même nom. La chanson semblait prôner l'abstention de consommation de drogues et d'alcool ainsi que l'abstinence. Ce discours était inhabituel pour le rock.
Une autre chanson du premier album du groupe, Out of Step, laisse sa trace dans la philosophie straight edge : « Don't smoke / Don't drink / Don't fuck / At least I can fucking think / I can't keep up / I'm out of step with the world. » (« Ne fume pas / Ne bois pas / Ne baise pas / Au moins je peux penser putain / Je ne peux pas suivre / Je suis hors du coup avec le monde. »). Le « Je » dans ces paroles laissait supposer que quelques membres du groupe — en particulier Jeff Nelson, qui aurait parfois fumé de la marijuana, allaient à l'encontre de l'opinion de MacKaye.
Minor Threat est accusé de racisme pour les chansons Guilty of Being White et Straight Edge, car plus tard, un vétéran nazi dit avoir trouvé ce premier morceau génial. Ian MacKaye affirme avec véhémence qu'il n'avait jamais eu ce genre d'intention et que les gens avaient dû mal interpréter ses paroles. Plus tard, le groupe Slayer reprend la chanson Guilty of Being White, mais dans un esprit très différent en terminant la chanson par Guilty of Being Right.

### Séparation
Minor Threat se sépare en 1983. Ils jouent leur dernier concert le 23 septembre 1983, au Lansburgh Cultural Center de Washington, D.C.,.
Parmi tous les facteurs de la rupture du groupe, il y a des désaccords sur la direction musicale du groupe : en particulier, Lyle Preslar, le guitariste, admirait de plus en plus la musique de U2. MacKaye part donc se former au sein d'autres groupes dont Skewbald, Embrace, Egg Hunt, puis plus tard Fugazi et the Evens, en plus de collaborer avec Pailhead. Le label du groupe Dischord Records distribue les produits de nombreux groupes de Washington, D.C. et de ses environs, tels que Rites of Spring, Gray Matter et Dag Nasty, et est devenu un label indépendant très respecté.

## Problèmes de droits
En 2005, la couverture du premier album de Minor Threat est copiée par le fabricant de vêtements de sport Nike pour un tract d'une démonstration de skateboard appelée Major Threat. Nike a également copié le logo distinctif de Minor Threat (dessiné par Jeff Nelson) pour cette même campagne publicitaire. Le but de cette campagne était de faire une tournée avec une team de skateurs sponsorisés par Nike, et chaque ville avait sur son fly un élément emblématique de sa cité, avec par exemple la statue de la Liberté pour NYC, etc. MacKaye s'est adressé à la presse pour condamner les actions de Nike et a dit qu'il voulait discuter des moyens à mettre en œuvre avec les autres membres du groupe. C'est ainsi que les fans du groupe, sous les encouragements de Dischord, ont créé une campagne de protestation écrite pour manifester leur mécontentement contre l'infraction de Nike. Le 27 juin de la même année, Nike fait des excuses à Minor Threat, Dischord Records et leurs fans pour la campagne Major Threat. Toutes les œuvres artistiques de la campagne furent retirées de la circulation et détruites. Nike propose de l'argent à MacKaye, mais celui-ci refuse préférant se faire payer en ballons de foot qu'il redistribue ensuite aux écoles de Washington, D.C..
En 2007, la société Wheelhouse Pickles met en vente une sauce chili appelée Minor Threat Sauce. Ian MacKaye donnera son aval au produit,.
En 2013, des shirts de Minor Threat sont mis en rayon dans les magasins Urban Outfitters. Ian MacKaye confirme que ces shirts sont officiels. Au magazine Rolling Stone, MacKaye considère « absurde » l'idée de vendre ces shirts à $28 mais conclut qu'il « a d'autres trucs plus importants à [s']occuper » que des shirts. Dischord portera plainte contre Forever 21 en 2009 pour avoir vendu des shirts Minor Threat sans permission.

## Membres

### Anciens membres
- Ian MacKaye - chant
- Lyle Preslar - guitare
- Brian Baker - basse
- Jeff Nelson - batterie
- Steve Hansgen - basse (quand Baker choisit de jouer de la guitare)

## Discographie

### Album studio
- 1983 : Out of Step

### Compilations
- Minor Threat
- Complete Discography

### Démo
- 1981 : First Demo Tape

### EP
- 1981 : Minor Threat
- 1981 : In My Eyes
- 1985 : Salad Days

### Apparitions
- 1982 : Stand Up, 12XU (sur l'album Flex Your Head (en))
- 1995 : Deux premiers EP live (sur l'album Dischord 1981: The Year in 7"s)
- 2002 : Screaming at a Wall, Straight Edge (live), Understand, Asshole Dub (sur l'album 20 Years of Dischord)
- 2004 : Straight Edge (sur l'album Left of the Dial: Dispatches from the '80s Underground)
- 2006 : Filler (sur l'album American Hardcore: The History of American Punk Rock 1980–1986)